# Жидово (Косцянський повіт)
Жидово (пол. Żydowo, нім. Seide) — село в Польщі, у гміні Сміґель Косцянського повіту Великопольського воєводства.
Населення — 20 осіб (2011).
У 1975-1998 роках село належало до Лешненського воєводства.

## Демографія
Демографічна структура станом на 31 березня 2011 року:
|          | Загалом | Допрацездатний вік | Працездатний вік | Постпрацездатний вік |
| -------- | ------- | ------------------ | ---------------- | -------------------- |
| Чоловіки | 13      | 3                  | 10               | 0                    |
| Жінки    | 7       | 1                  | 6                | 0                    |
| Разом    | 20      | 4                  | 16               | 0                    |